# Hopkinsville
Hopkinsville est une ville du Kentucky, dans le comté de Christian. En 2020, sa population est de 31 180 habitants.

## Histoire

### Origines post-Révolution américaine (1796)
En 1796, dans le cadre d'une concession de terrain pour service rendu lors de la Révolution américaine, Bartholomew Wood est le premier à revendiquer une superficie de 5 km2 (1 200 acres) à l'emplacement actuel de la ville de Hopkinsville. Originaires de Caroline du Nord, Bartholomew Wood et sa femme, Martha Ann, quittent leur lieu de résidence à Jonesborough (Tennessee), pour emménager d'abord dans une cabane de fortune ; puis dans une seconde cabane ; et enfin dans une demeure située près de la 14e et rue Campbell. Cette maison sera la dernière adresse de Bartholomew Wood, qui y meurt en 1827.

### Variations toponymiques (1797-1804)

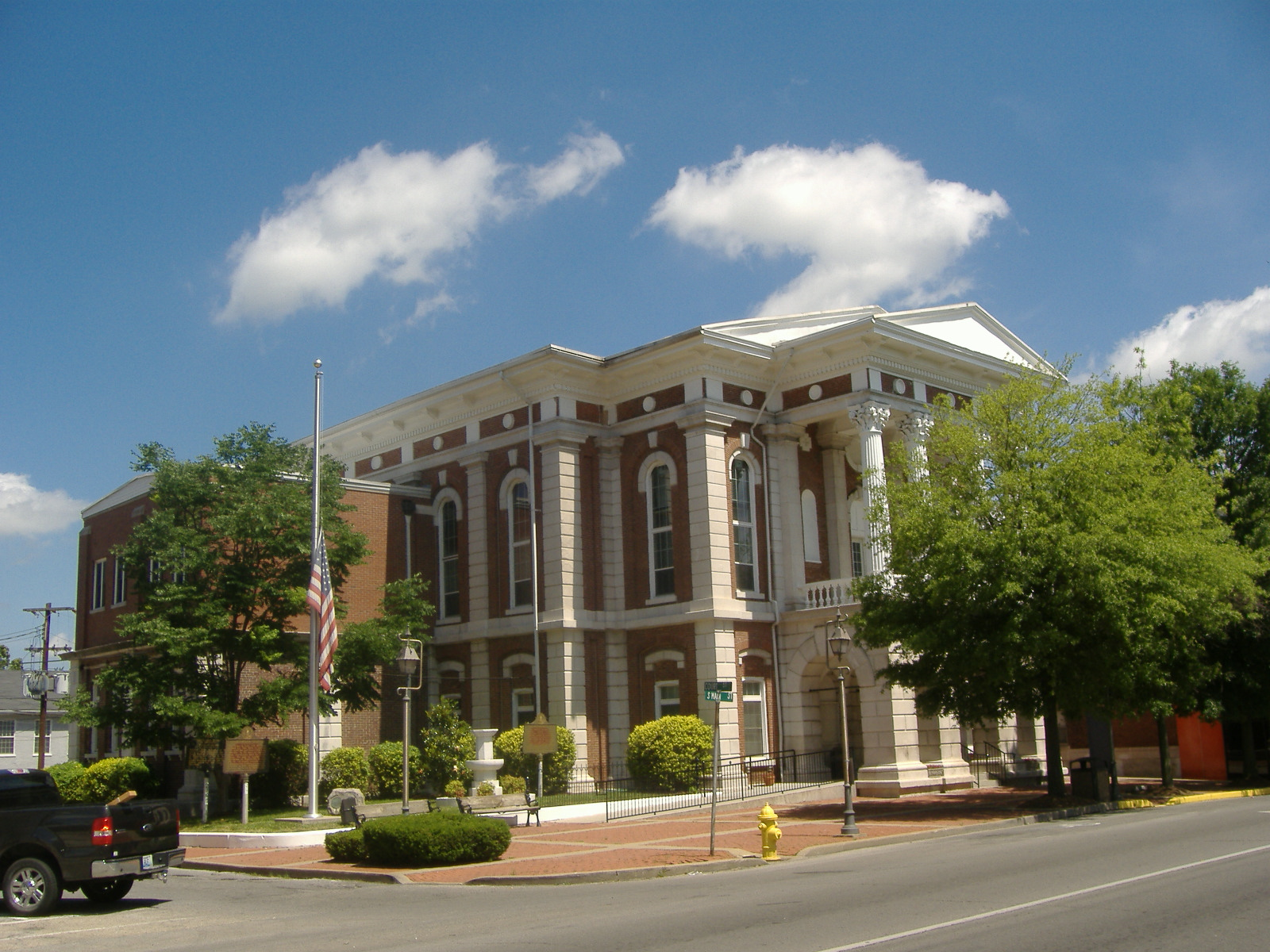
Christian County courthouse, siège du comté de Christian, à Hopkinsville (Kentucky)

À la suite de la création du comté de Christian (1797), la famille Wood fait don de 20 km2 (5 acres) de terrain et la moitié de leur propriété de Old Rock Spring pour former le siège du gouvernement local en 1797. En 1798, un palais de justice en rondins, une prison et une fourrière y sont construits ; l'année suivante, John Campbell et Samuel Means aménagent les rues de la ville, qui se nomme alors Christian Court House.
En 1799, la ville prend le nom d'Elizabeth, en l'honneur de la fille aînée des Wood mais ce nom servant déjà pour une ville d'un autre comté (celui de Hardin), l'Assemblée du Kentucky décide alors de lui attribuer, en 1804, le nom de Hopkinsville, en hommage au général Samuel Hopkins, ancien combattant de la Révolution américaine et député du Kentucky.

### Guerre de Sécession (1861-1865)
L'éclatement de la guerre civile américaine, dite de Sécession (1861-1865), entre les États du nord abolitionnistes et ceux du sud sécessionnistes, génère de grandes divisions morales et économiques au sein du comté de Christian. Comté et ville font preuve d'un soutien manifeste envers les Confédérés avec la formation des Oak Grove Rangers et de la 28e cavalerie du Kentucky. Le comté de Christian se trouve être le lieu de naissance (1808) de Jefferson Davis, président des États confédérés d'Amérique.

## Éducation

### Établissements publics
Le système éducatif public de Hopkinsville relève de l'Académie du comté de Christian.
En août 2021, le conseil académique du comté de Christian vote la réunion du Lycée du comté de Christian, du Lycée de Hopkinsville et des deux campus de la Gateway Academy en un seul établissement d'enseignement secondaire et supérieur, polyvalent et professionnel (College & Career Academy High School)  Le nouvel établissement vise une ouverture à la rentrée de l'automne 2004, au même moment, les lycées du comté de Christian et de Hopkinsville fermeront tous deux définitivement leurs portes.

### Établissements privés
Hopkinsville compte trois établissements de contrat privé :
- Saints Peter and Paul Catholic School, école/collège catholique proposant des classes allant de la maternelle au 8e échelon[f] ;
- University Heights Academy, école/collège/lycée préparatoire aux études supérieures proposant des classes allant de la maternelle au 12e échelon[g] ;
- Heritage Christian Academy, établissement chrétien préparatoire aux études supérieures proposant des classes allant de la maternelle au 12e échelon[h]

## Bibliothèques
Hopkinsville possède une librairie publique qui permet l'emprunt d'ouvrage, la Hopkinsville-Christian County Public Library.

### Hopkinsville Carnegie Library
Située en plein centre-ville, la Hopkinsville Carnegie Library ouvre ses portes en 1914. La bibliothèque est pleinement fréquentée jusqu'en 1977, dont les locaux resteront inoccupés jusqu'aux premiers travaux de rénovation débutés en 2007. Fin 2022, les travaux étaient finis aux 2/3. Le rez-de-chaussée est ouvert et disponible à la location d'événements. L'extérieur est complètement rénové.

## Jumelages
Hopkinsville est jumelée avec :
- Carentan-les-Marais (Normandie), France (depuis 2019). Pour sceller le jumelage, une voie a reçu le nom de Carentan Way à Hopkinsville[10].

## Personnalités liées à la commune

### Nées à Hopkinsville
- Bettiola Héloïse Fortson (1890-1917), suffragette et femme de lettres ;
- bell hooks (1952-2021), intellectuelle, féministe et militante.

## À noter
- C’est au nord-ouest d'Hopkinsville que la durée de l'éclipse solaire totale du 21 août2017 a été la plus longue (2 minutes 40 secondes).
- Originaire de Beverly (Kentucky), à plus de 400 km à l'est de Hopkinsville[11], la ville devient le lieu de résidence[i] de la famille d'Edgar Cayce en 1893. Le médium est inhumé au cimetière Riverside de Hopkinsville[12],[13].